# Planetário de Madrid
O Planetário de Madrid é um planetário pertecente a Ayuntamiento de Madrid e foi inaugurado em  29 de setembro de 1986, com o objetivo cultural, nos aspectos pedagógico e divulgativo, orientados a difusão da Astronomia e da Ciência, entre as escolas e o público em geral.